# Johann Moritz Richter (Architekt, 1620)
Johann Moritz Richter (* 1620 in Weimar; † 1667) war ein deutscher Architekt und Radierer des Barock.

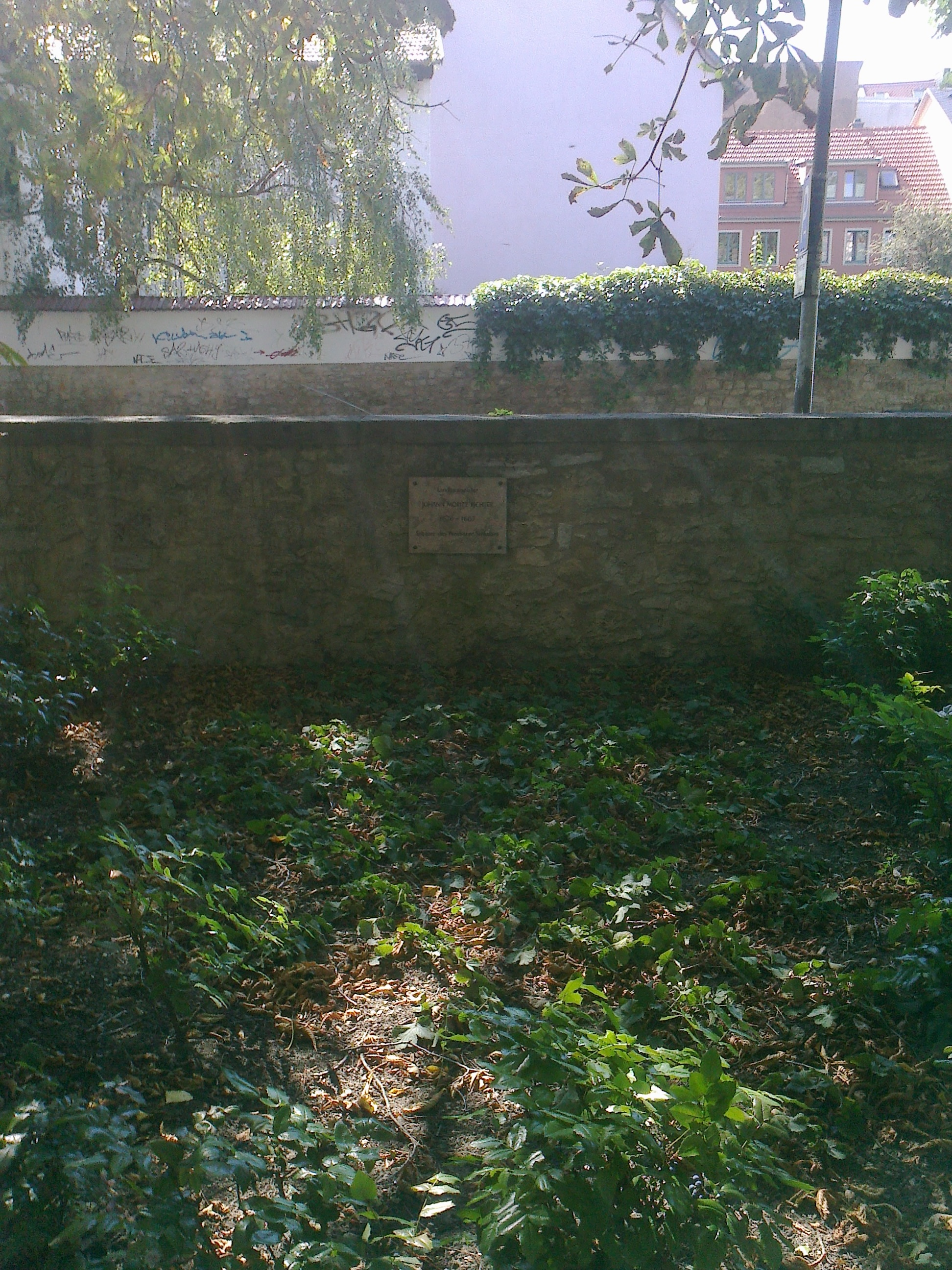
Grab Johann Moritz Richters

## Leben
Johann Moritz Richter war der Sohn des Weimarer Hofmalers Christian Richter (1587–1667) und entwarf als fürstlich-sächsischer Landbaumeister in Weimar die 1651 bis 1654 erbaute Sternbrücke als älteste noch erhaltene Brücke Weimars, die über den Park an der Ilm führt. Weiterhin schuf er die Pläne zu der nicht mehr erhaltenen Wilhelmsburg in Weimar. Zu seinen Lebenszeiten nannte man die dreiflügelige Schlossanlage „Hornstein“. Diese brannte 1774 ab und wurde durch den Neubau des jetzigen Weimarer Stadtschlosses ersetzt, der erst unter Maria Pawlowna vollständig fertiggestellt war.
Richter war zudem am Bau des Residenzschlosses in Zeitz, des Residenzschlosses in Jena (1660) und des Schlosses Neu-Augustusburg in Weißenfels beteiligt. Für Neu-Augustusburg entwarf er im Auftrag des Herzogs August von Sachsen-Weißenfels die Baukonzeption. Sowohl in Zeitz als auch in Weißenfels wirkte sein gleichnamiger Sohn Johann Moritz Richter, nachdem der Vater 1667 gestorben war. Zu Richters Hauptwerken zählt weiterhin Schloss Friedenstein in Gotha. Begraben liegt er auf dem Jacobsfriedhof Weimar.
Seine Söhne Johann Moritz Richter d. J. (1647–1705) und Christian Richter (1655–1722) waren auch Architekten und Baumeister. Johann Moritz Richter d. J. vollendete den Bau von Schloss Moritzburg in Zeitz.